# Guangzhou International Women's Open 2014
Il  Guangzhou International Women's Open 2014 è stato un torneo di tennis giocato sul cemento all'aperto. È stata l'undicesima edizione del torneo che fa parte della categoria International nell'ambito del WTA Tour 2014. Il torneo si è giocato al Guangdong Olympic Tennis Centre di Canton, in Cina dal 15 al 20 settembre.

## Partecipanti

### Teste di serie
| Nazionalità | Giocatrice        | Ranking* | Testa di serie |
| ----------- | ----------------- | -------- | -------------- |
| Australia   | Samantha Stosur   | 20       | 1              |
| Francia     | Alizé Cornet      | 22       | 2              |
| Stati Uniti | Sloane Stephens   | 27       | 3              |
| Serbia      | Bojana Jovanovski | 35       | 4              |
| Kazakistan  | Zarina Dijas      | 40       | 5              |
| Italia      | Roberta Vinci     | 44       | 6              |
| Slovacchia  | Jana Čepelová     | 53       | 7              |
| Germania    | Annika Beck       | 58       | 8              |

* Ranking all'8 settembre 2014

### Altre partecipanti
Giocatrici che hanno ricevuto una Wild card:
- Hsieh Su-wei
- Wang Yafan
- Zhu Lin

Giocatrici passate dalle qualificazioni:

- Magda Linette
- Petra Martić
- Julija Putinceva
- Xu Yifan
- Zhang Kailin
- Zhang Ling

## Campionesse

### Singolare
Monica Niculescu ha sconfitto in finale  Alizé Cornet per 6–4, 6–0.
- È il secondo titolo in carriera per la Niculescu, il primo del 2014.

### Doppio
Chuang Chia-jung /  Liang Chen hanno sconfitto in finale  Alizé Cornet /  Magda Linette per 2–6, 7–6(3), [10–7].